# Císcar (CR)
El Destructor Císcar (CR) fue un buque de la Armada Española perteneciente a la segunda serie de la clase Churruca. Inspirados en la clase Scott de la Royal Navy, tan similares resultaron a los destructores británicos que se produjeron algunas confusiones durante la guerra. Participó en la guerra civil en el bando republicano.

## Historial

### Guerra civil
Entró en servicio en los primeros meses de la guerra, siendo destinado al teatro de operaciones del Cantábrico.
El 31 de mayo de 1937, fuerzas de la Ertzaña y la Marina auxiliar de Euzkadi se apoderan de los destructores José Luis Díez y Císcar y desalojan a sus dotaciones a petición del mando republicano. Los días siguientes embarcan en ellos más de 200 oficiales y marineros de la Marina auxiliar de Euzkadi para sustituir a sus antiguas tripulaciones, en las que no se confiaba. Unos días antes, 9 cabos y marineros habían embarcado también en el C-6 para cubrir bajas; finalmente, fueron devueltos a sus tripulaciones originales.
El 10 de junio de 1937, el Císcar, al mando del alférez de navío Juan Antonio Castro, y el José Luis Díez, al mando del teniente de navío Evaristo López, sostienen un intercambio de fuego con el crucero Cervera, al mando del capitán de navío Manuel Moreu, sin que tenga consecuencias. Unos días después, el 15 de junio, los destructores Císcar y José Luis Díez abandonan Bilbao hacia Francia cargados de refugiados y con varias personalidades civiles y militares poco antes de que los sublevados entren en Bilbao. 
Posteriormente, ambos buques acuden a Santander y, tras su caída, a Gijón. El 20 de octubre de 1937, mientras el Ciscar se encontraba atracado en el dique norte de El Musel, la Aviación Nacional bombardeó el puerto. Una bomba cayó cerca del destructor y provocó una brecha en su costado de estribor que hizo que el buque se escorase. Una segunda bomba, que no llegó a estallar, atravesó la sala de máquinas y el agua inundó el buque hasta que éste se escoró totalmente y se hundió por completo en horizontal. Tras cinco meses de trabajos, el 21 de marzo de 1938 el Ciscar, corregidas sus escoras, quedó a flote por sus propios medios. El 9 de abril el destructor, que hasta entonces inutilizaba dos atraques de carbón en el dique norte, sale remolcado hasta el Ferrol para ser reparado y posteriormente incorporado a la Armada franquista, ya durante los últimos meses de la guerra.

### Posguerra
El Císcar llegó a Bizerta el 27 de marzo de 1939 con el contralmirante Salvador Moreno a bordo que se iba a hacer cargo de la Flota republicana allí internada. El 12 de septiembre de 1939, trasladó a Franco desde la Escuela Naval de Marín a Vigo.
El 10 de septiembre de 1941, junto con los destructores de la armada Almirante Antequera, Jorge Juan, Gravina y Alcalá Galiano, dio escolta al crucero Almirante Cervera en el trayecto de San Sebastián a Santander, a bordo del cual, viajaba el dictador Francisco Franco. En 1952 se cambia la (CR), por el numeral 31. 

#### Hundimiento
El 17 de octubre de 1957, cuando prestaba servicio para prácticas de navegación en la escuela naval de Marín, mientras entraba por la ría de Ferrol con niebla, varó y se hundió en la punta de la batería de San Cristóbal 
.

### Buques de la clase
- ARA Cervantes
- ARA Juan de Garay
- Sánchez Barcáiztegui
- José Luis Díez
- Almirante Ferrándiz
- Lepanto
- Churruca
- Alcalá Galiano
- Almirante Valdés
- Almirante Antequera
- Almirante Miranda
- Escaño
- Gravina
- Jorge Juan
- Ulloa

### Buques similares
- Clase Scott

### Listas relacionadas
- Anexo:Destructores de España